# Rzy (Nový Hrádek)
Rzy (německy Gebrech) je malá vesnice, část městyse Nový Hrádek v okrese Náchod. Nachází se asi 1,5 km na východ od Nového Hrádku. Prochází zde silnice II/285. V roce 2009 zde bylo evidováno 38 adres. V roce 2001 zde trvale žilo 19 obyvatel.
Rzy leží v katastrálním území Dlouhé o výměře 3,72 km2.

## Galerie

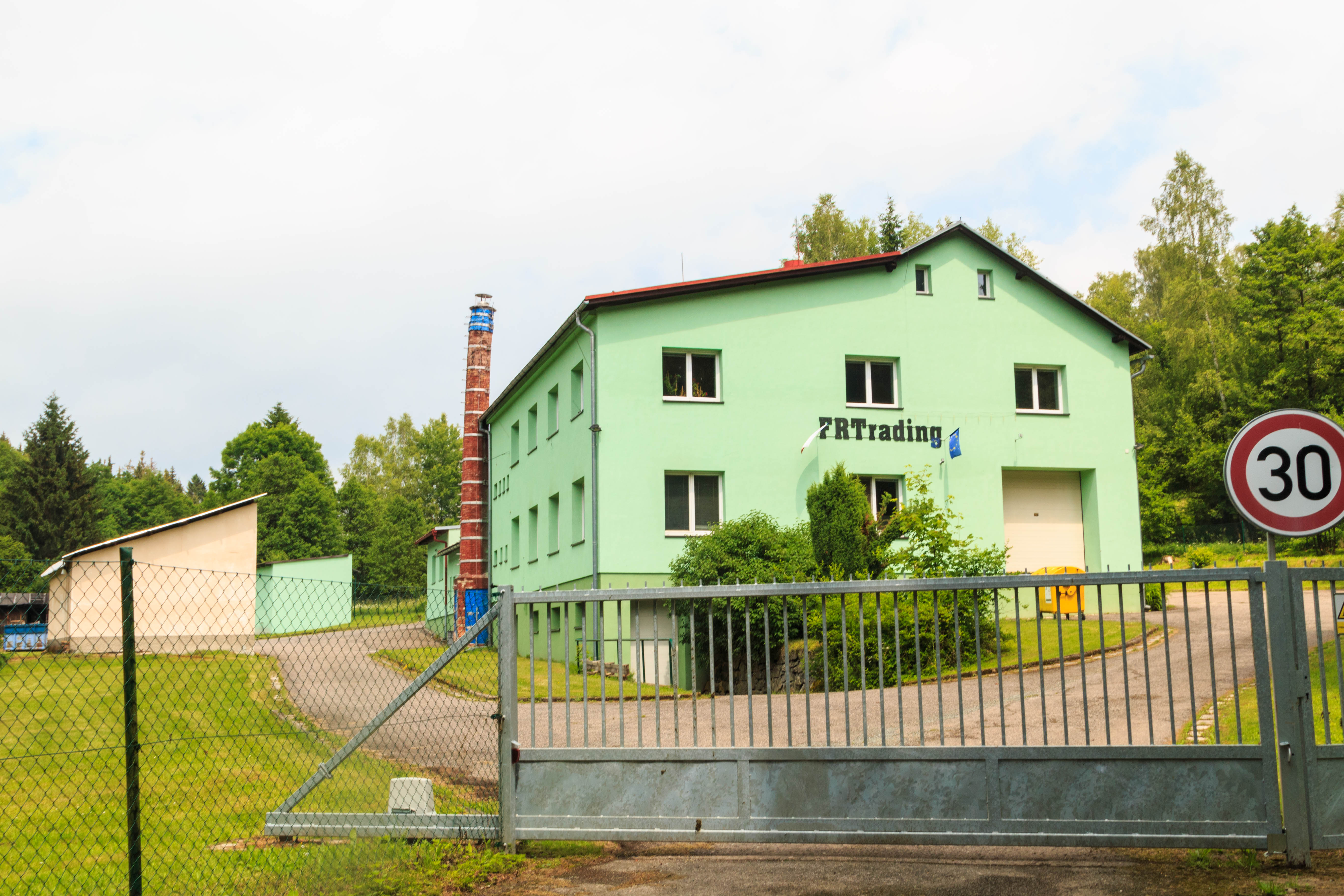
Rzy u Nového Hrádku - FRT Trading
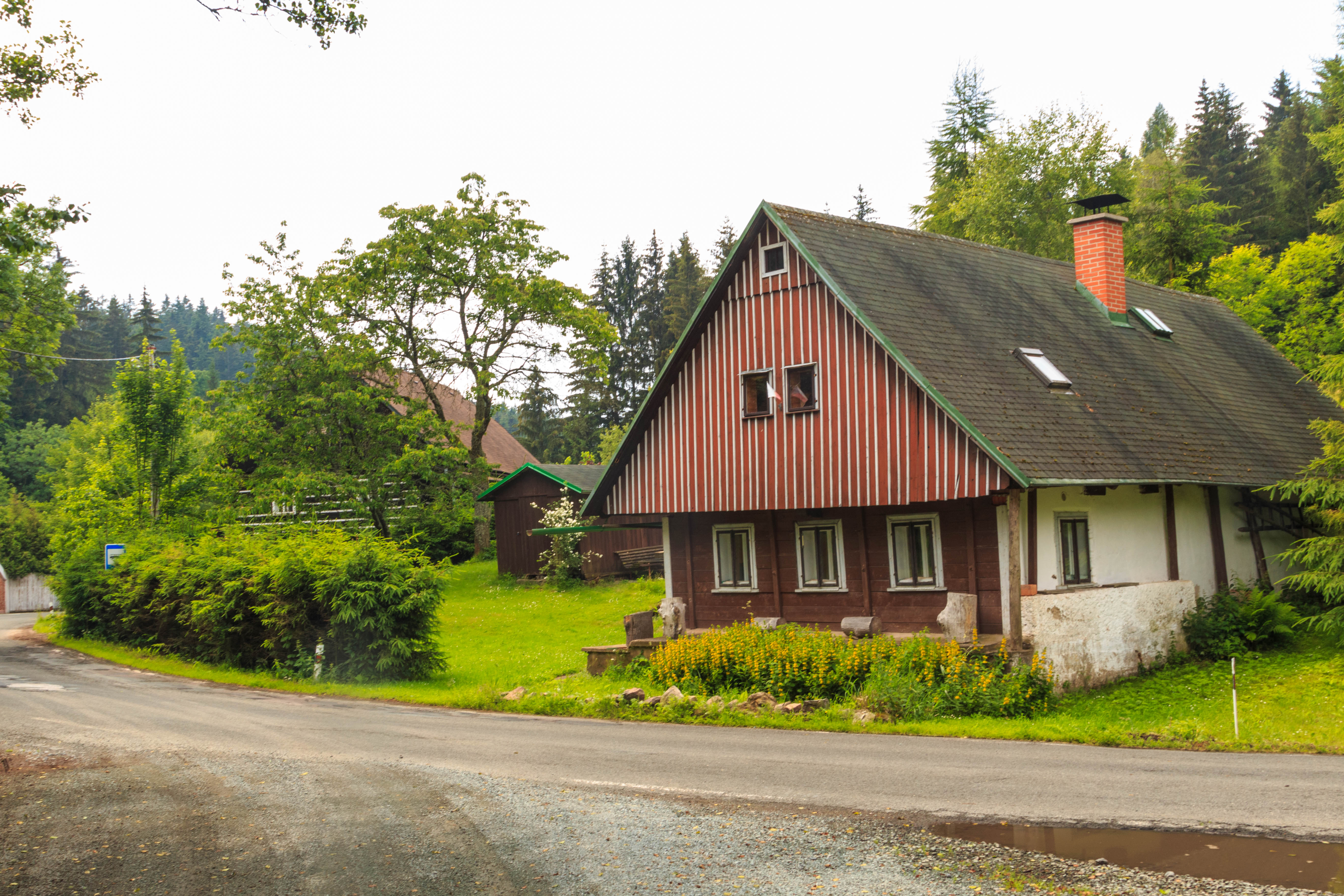
Rzy u Nového Hrádku - dům čp. 270
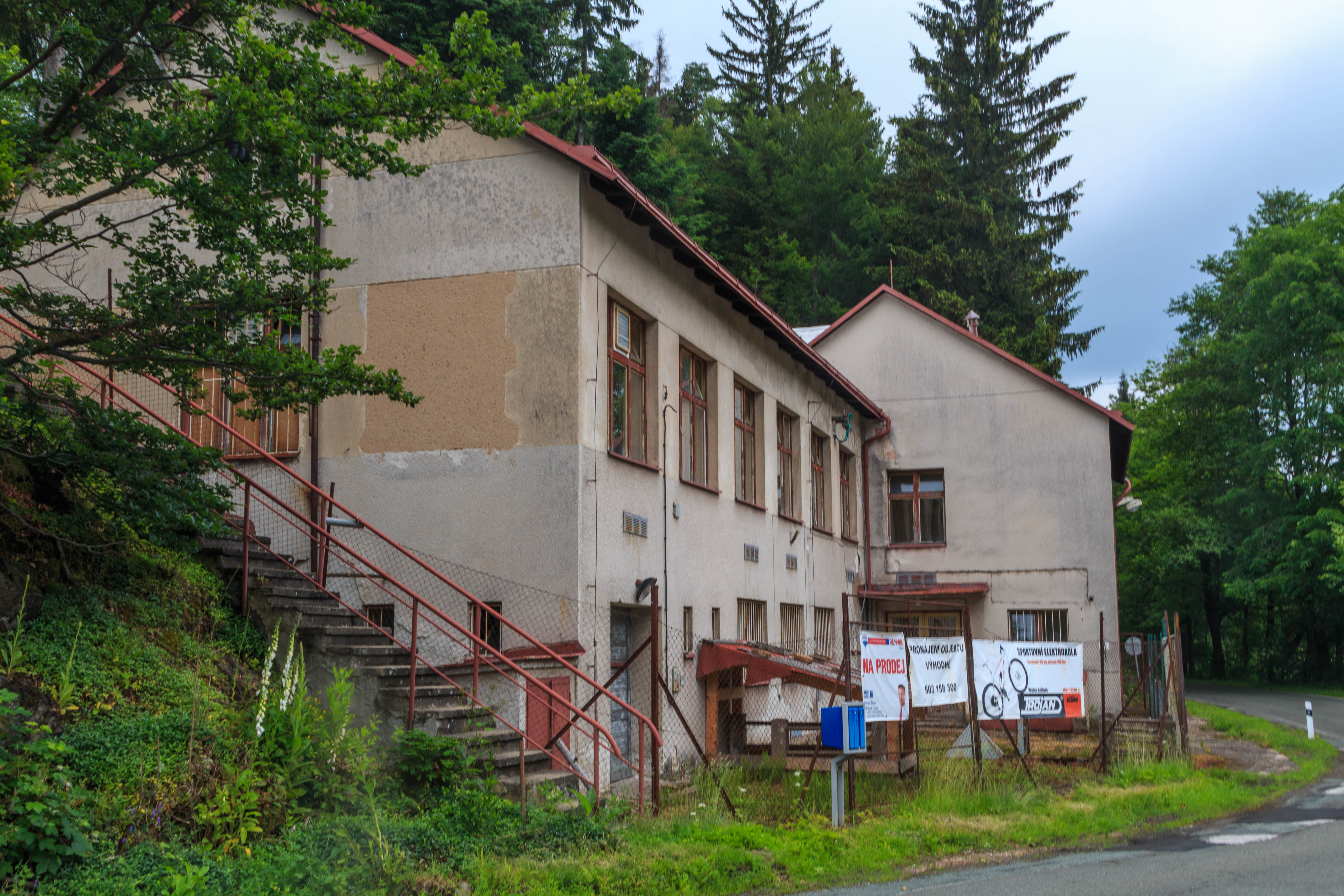
Rzy u Nového Hrádku - dům čp. 210
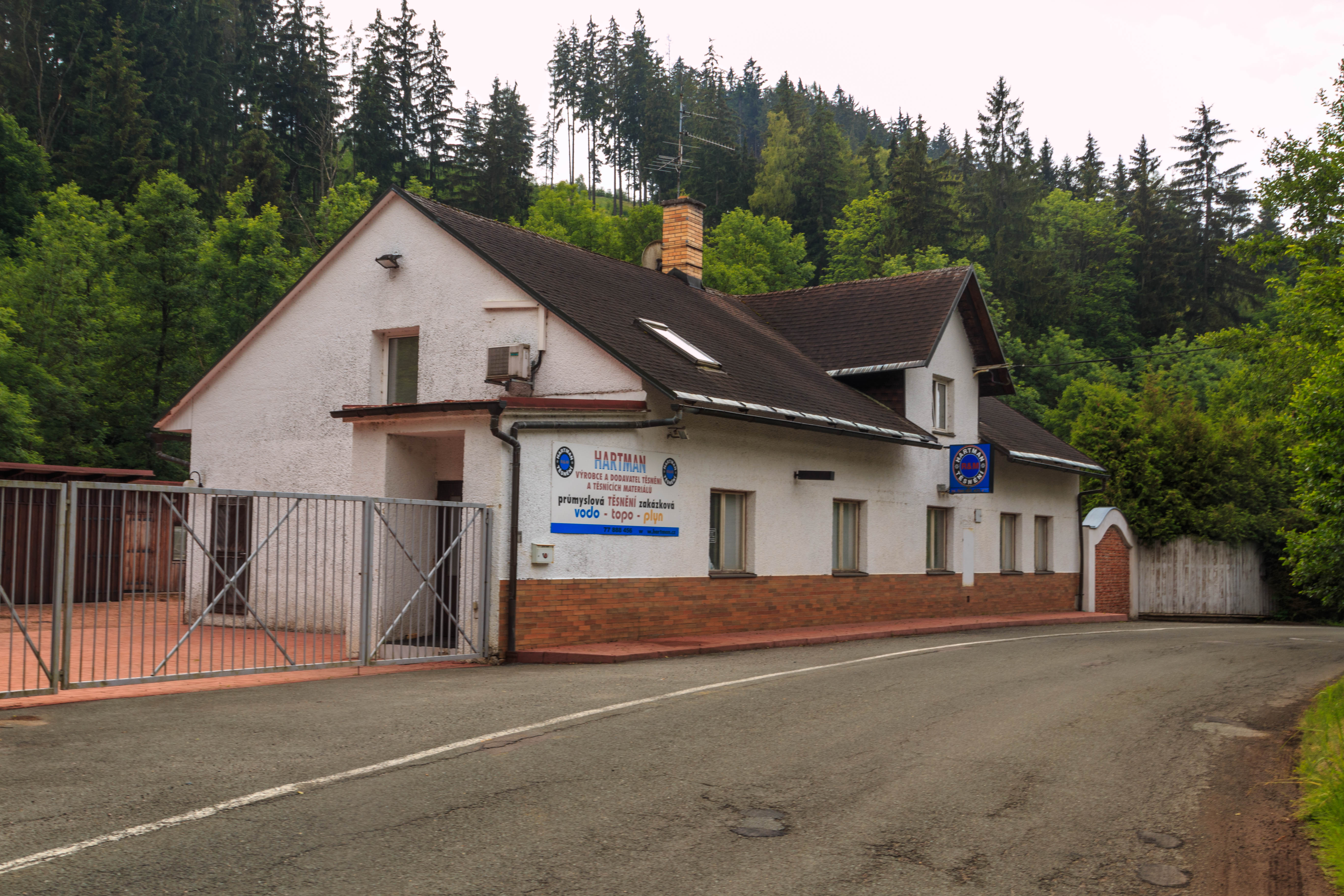
Rzy u Nového Hrádku - dům čp. 190